# Germán Sbarbati
Carlos Germán “Cóndor” Sbarbati (n. Buenos Aires, Argentina, 1 de marzo de 1971) es un cantante y músico de rock argentino. Es reconocido por ser miembro y vocalista de las bandas Bersuit Vergarabat y De Bueyes.

## Biografía
Sbarbati de niño escuchó folclore y a los catorce años de edad, ingresó a un coro comenzando a cantar el género lírico. Comenzó su carrera artística junto a Daniel Suárez en 1988, en un grupo llamado Resortes Antagónicos, en donde tocaba el bajo y hacia la segunda voz.

## Apodo
En el colegio de niňo, el llevaba la historieta chilena Condorito para leerla durante los recreos. A partir de eso en la primaria lo conocían como el Condorito cuando pasó a la secundaria ya de adolescente, sus compaňeros lo rebautizaron como El Cóndor.

## Bersuit Vergarabat
Ingresó a Bersuit Vergarabat en el año 1997, junto con Suárez, tras la salida de Rubén Sadrinas, anterior cantante, corista y frontman. Desde los años 1998 a 2009, fue el corista de la banda junto a Suárez, hasta el alejamiento del líder de la agrupación, Gustavo Cordera. Ha participado en la grabación de diez trabajos discográficos con Bersuit Vergarabat y ha colaborado con otros artistas.

## De Bueyes
En el año 2009, Bersuit Vergarabat se desintegra y Sbarbati junto a Suárez en voces, Oscar Righi (guitarra) y Pepe Céspedes (bajo), forman la agrupación De Bueyes, con los que han editado hasta la fecha, un solo material de estudio, titulado Más que una yunta.

## Discografía

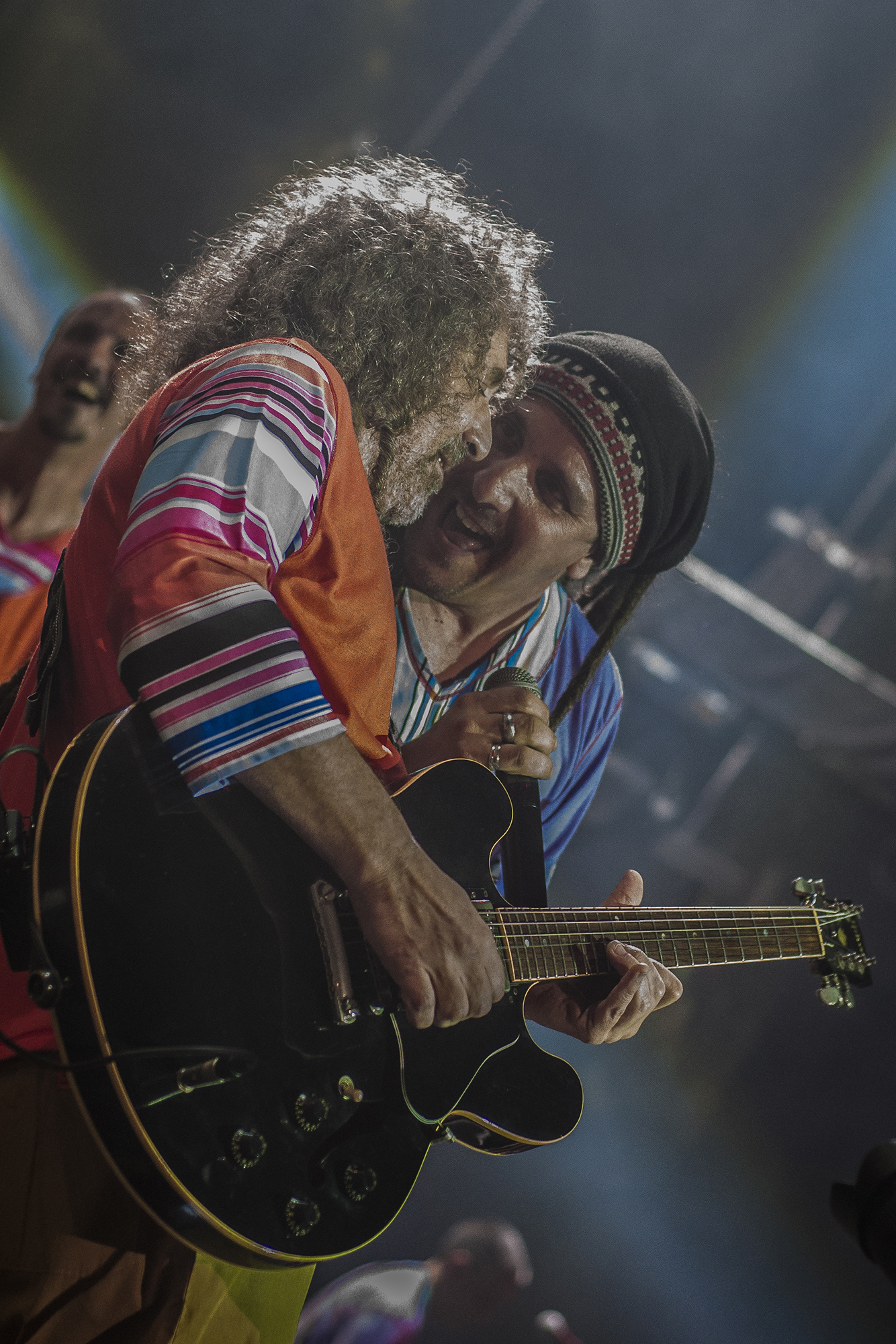
Oscar Righi y Cóndor Sbarbati en 2014.

### Resortes Antagónicos
- 1995 - Resortes Antagónicos
- 1997 - Acerca de lejos

### Bersuit Vergarabat
- 1998 - Libertinaje
- 2000 - Hijos del culo
- 2002 - De la cabeza con Bersuit Vergarabat (en vivo)
- 2004 - La argentinidad al palo
- 2005 - Testosterona
- 2006 - Lados BV
- 2007 - ?
- 2012 - La Revuelta
- 2014 - El baile interior
- 2016 - La nube rosa
- 2019 - De la cabeza 2 (en vivo)
- 2024 - Cocoliche Life

### De Bueyes
- 2009 - Más que una yunta